# Витіснювальний агент
Витіснювальний агент (рос.вытесняющий агент; англ. displacement agent; нім. Flutungsmedium n) — у нафтовидобуванні контурна вода, підошовна вода, газ газової шапки або закачуваний у пласт постійно чи у вигляді облямівки агент, що контактує безпосередньо з нафтою і витісняє її до видобувних свердловин.
Витіснювальним агентом може бути також вода (див. заводнення), різні гази, зокрема діоксид вуглецю.